# Gora Palec
Gora Palec är ett berg i Antarktis. Det ligger i Östantarktis. Australien gör anspråk på området. Toppen på Gora Palec är 1 488 meter över havet.
Terrängen runt Gora Palec är huvudsakligen lite kuperad.  Trakten är obefolkad. Det finns inga samhällen i närheten.